# Dorothy Short
Dorothy Short (Filadelfia, Pensilvania, 29 de junio de 1915 - Los Ángeles, California, 4 de junio de 1963) fue una actriz cinematográfica de estadounidense, activa principalmente en la producción de westerns de bajo presupuesto y en seriales rodados en las décadas de 1930 y 1940.
Nacida en Filadelfia, Pensilvania, se casó con el actor Dave O'Brien en 1936, año en el cual ambos actuaron en una cinta de bajo presupuesto, Reefer Madness, que con el tiempo pasó a ser considerada como una película de culto. También trabajó en una película anti-marihuana, Assassin of Youth en 1937.
Short actuó con frecuencia junto a su marido en varias películas de serie B y en la serie de cortos cómicos de Pete Smith de la década de 1940, en los cuales O'Brien interpretaba en muchas ocasiones el primera papel. 
Tras divorciarse en 1954, Dorothy Short se retiró del cine. Falleció en 1963 en Los Ángeles, California. Tenía 47 años de edad. 